# Juliet Rhys-Williams
Juliet Evangeline Rhys-Williams (1898 – 1964) var en brittisk skribent och politiker. Hon började sin politiska karriär inom det liberala partiet, men gick 1945 över till det konservativa partiet. Rhys-Williams förespråkade en integrering av skatte- och bidragssystemen, bland annat för att minska bidragsfällor och fattigdom. Hon myntade begreppet negativ inkomstskatt för att lättare kunna förklara detta. Som politiker arbetade hon även med europafrågor, hälsofrågor och frågor som berörde Wales. Det senare eftersom hennes man ägde fastigheter i just Wales. Bland övriga uppdrag kan nämnas att hon var chef vid BBC 1952 till 1956. Under den perioden deltog hon i diskussionen kring att bryta upp BBC:s monopol och att upprätta en ny kommersiell TV-kanal. Och att hon var "Honorary Treasurer" på Queen Charlotte's Hospital Anaesthetic Fund under åren 1928–1939.

## Uppväxt, studier och tidig karriär
Juliette Evangeline Glyn (som var hennes flicknamn) växte upp som dotter till Clayton Louis Glyn och Elinor Glyn. Hon gick skolan i Eastbourne och vid 15 års ålder gick hon med i Voluntary Aid Detachment.